# Ardisia clemensii
Ardisia clemensii là một loài thực vật có hoa trong họ Anh thảo. Loài này được C.M.Hu & J.E.Vidal mô tả khoa học đầu tiên năm 1996.